# IC 3820
IC 3820 ist eine Balken-Spiralgalaxie vom Hubble-Typ SBab? im Sternbild Jagdhunde am Nordsternhimmel. Sie ist schätzungsweise 548 Millionen Lichtjahre von der Milchstraße entfernt und hat einen Durchmesser von etwa 60.000 Lichtjahren.
Im selben Himmelsareal befinden sich unter anderem die Galaxien IC 3816, PGC 2094818, PGC 2096168, PGC 4343137.
Das Objekt wurde am 21. März 1903 von Max Wolf entdeckt.